# CERN httpd
CERN httpd（後に W3C httpd とも）は、ティム・バーナーズ＝リー、アリ・ルオトネン、ヘンリク・F・ニールセンが1990年からCERNで開発しはじめたWebサーバ（HTTP デーモン）である。Cで書かれており、世界初のWebサーバとして1990年のクリスマスに誕生した。

## 歴史

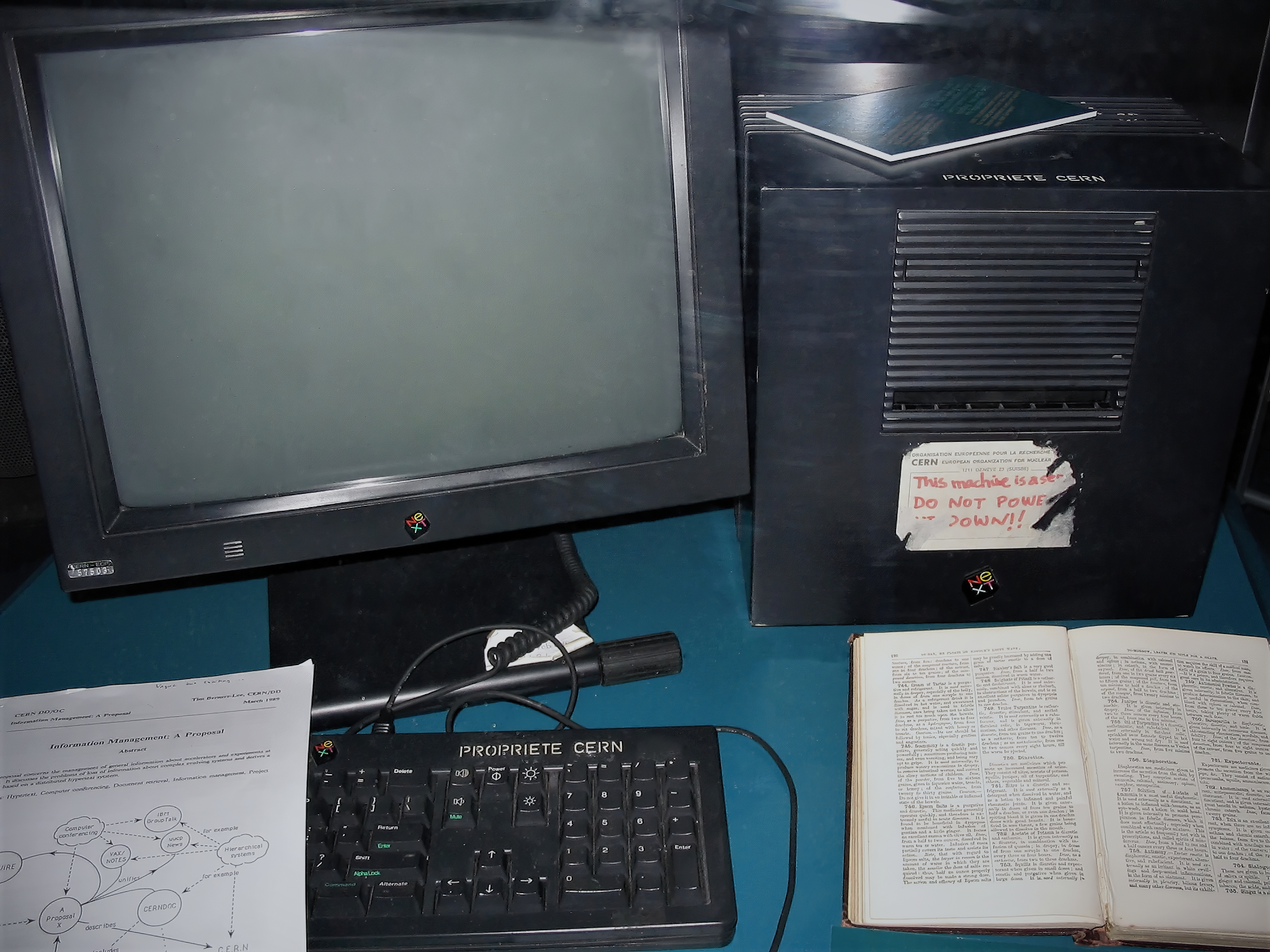
ティム・バーナーズ＝リーはCERNでこのNeXTcubeを使い、最初のWebサーバとした。

CERN httpd は元々はNeXTSTEPの動作するNeXTcube上で開発され、その後他のUnix系オペレーティングシステムやOpenVMSに移植された。ウェブプロキシサーバとしても設定可能だった。1991年6月、Version 0.1 をリリース。同年8月、バーナーズ＝リーがニュースグループ alt.hypertext にて、CERNのFTPサイトからこのサーバデーモンや他の World Wide Web 関連ソフトウェアのソースコードが入手可能であることを公表した。
このサーバはサンアントニオで開催された HyperText 91 で発表され、CERN Program Library (CERNLIB) の一部とされた。
その後のバージョンはlibwwwライブラリをベースとしている。後にW3Cが開発を引き継ぎ、1996年7月15日の Version 3.0A を最後に開発を終了した。1996年以降、W3CはJavaベースのWebサーバ Jigsaw の開発に注力している。